# Lorenzo Panciatichi

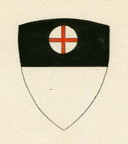
Stemma Panciatichi

Lorenzo Panciatichi (Firenze, 11 febbraio 1635 – Firenze, 12 luglio 1676) è stato un letterato italiano.

## Biografia
Lorenzo Panciatichi nacque a Firenze l'11 febbraio 1635, da Niccolò di Lorenzo e da Ginevra Soldani; fin da giovane suscitò grandi speranze, e le mantenne principalmente nel contributo dato al Vocabolario della Crusca e come erudito bibliofilo. Accademico della Crusca e socio dell'Accademia Fiorentina, fu canonico della Metropolitana fiorentina (1661), gentiluomo di camera e, dal 1665, bibliotecario del cardinale Leopoldo de' Medici. I viaggi a Parigi e a Londra ampliarono la sua prospettiva intellettuale, e, quando gli venne a mancare l'ufficio di segretario di un ambasciatore mediceo, e fu costretto a tornare in patria, lo fece a malincuore. Si gettò allora a capofitto negli studi ma ciò non lo salvò dalla frenesia per cui nel 1676 si gettò in un pozzo e vi annegò; fu detto che temesse d'essere incolpato di eresia.
Orazioni, cicalate, arringhe per Stravizzi, scherzi rimati, qualche scrittura erudita, e il suo carteggio, lo mostrano egregio scrittore e confermano la fama del suo ingegno e del suo sapere. Ancora oggi le sue pagine si possono scorrere con maggiore profitto di quello promesso dai titoli; tra i versi si ricordano il Ditirambo d'uno che per febbre deliri il Ditirambo di uno che per febbre deliri (1659); tra le prose, la Controcicalata alla cicalata sulla lingua ionadattica e la Cicalata in lode della padella e della frittura (1656).